# آتش‌سوزی کار

محدوده آتش سوزی کار بر اساس مدار سنجش از راه دور

آتش سوزی کار (انگلیسی: Carr Fire) آتش سوزی گسترده‌ای است که در مناطق شاستا و ترینیتی ایالت کالیفرنیا در ایالات متحده به وقوع پیوسته‌است. تا تاریخ ۱۱ اوت ۲۰۱۸، آتش ۱۹۰٬۸۷۳ هکتار (۷۷۲ کیلومتر مربع) را که شامل ۵۷ درصد درختان می‌شود، سوزانده‌است. در تاریخ ۹ اوت ۲۰۱۸، این آتش سوزی به مخرب‌ترین و گسترده‌ترین آتش سوزی در تاریخ کالیفرنیا تبدیل شد. آتش سوزی زمانی آغاز شد که تایر صاف یک وسیله نقلیه، باعث خراشیده شدن لبه چرخ به آسفالت گردید و منجر به ایجاد جرقه شد.
در ۲۶ ژوئیه، آتش با عبور از رودخانه ساکرامنتو، راه خود را به شهر ردینگ باز کرد و باعث تخلیه ۳۸۰۰۰ نفر از ساکنان این شهر شد. همچنین تخلیه‌سازی‌های دیگری در شهرهای شاستا لیک، کسویک، لوئیستون، فرنچ گولچ، آیگو و اُنو صورت گرفت. آتش ۱۵۹۹ ساختمان را تخریب کرده‌است که حداقل ۱٬۰۷۷ از این تعداد منزل مسکونی بوده‌است. همچنین ۲۸۲ ساختمان دیگر آسیب دیده‌اند و بیش از ۵۰۰ ساختمان باقی مانده در معرض آتش سوزی قرار دارند. هشت نفر در اثر آتش سوزی جان خود را از دست دادند، از جمله سه آتش نشان (یک راننده، یک بازرس آتش نشانی و یک آتش نشان که هنگام مبارزه با آتش درگذشت)، یک مادر بزرگ و دو نوه بزرگش و یک کارمند شرکت پی‌جی اند ای. سه آتش نشان نیز زخمی شده‌اند.